# Core Civic
Core Civic, Inc., av företaget skrivet CoreCivic, Inc.; tidigare Corrections Corporation of America (CCA), är ett amerikanskt företag inom kriminalvård och som äger och/alternativt driver fängelser.
Företaget grundades 1983 som Corrections Corporation of America (CCA) av Thomas W. Beasley, Robert Crants och T. Don Hutto. Mellan 2013 och 2020 var de en real estate investment trust (Reit). Den 28 oktober 2016 bytte de till det nuvarande namnet.